# Toudjins
Les Toudjins ou Banou Toudjin (en arabe : بنو توجين), sont une tribu berbère appartenant au groupe des Zénètes. Cette tribu a joué un rôle majeur dans l'histoire du Maghreb central.